# پوشاک ارمنی
در پوشاک ارمنی چند رنگ متمایز می‌باشد؛ که طبق نظر فیلسوف ارمنی سده چهاردهم گریگور تاتواتسی، این رنگ‌ها دارای معانی خاصی بوده و اوضاع سیاسی و اجتماعی ارمنستان را نشان می‌دهد.
بعنوان مثال، رنگ مشکی بیانگر اوضاع سیاسی کشور، رنگ سفید بیانگر آب و پاکی، رنگ زرد بیانگر خاک، رنگ نارنجی بیانگر فروتنی، رنگ قرمز بیانگر رشادت و خون، رنگ آبی بیانگر عدالت می‌باشد.
رنگ‌های بکار رفته در لباس‌های سنتی ارمنی تا به امروز نیز در مناطق مختلف ارمنستان مشاهده می‌شود. اما هر بخش و روستا در ارمنستان داری لباس سنتی و رنگ‌های مختص به خود می‌باشد.

## تاریخ
تمام ملل و اقوام در کنار ویژگی‌های سنتی دارای انواع پوشاک و لباسهای سنتی خود می‌باشند. ما بر اساس تصاویری که روی اشیاء پیدا شده طی حفاریهای باستان‌شناسی و نیز اطلاعات مکتوب باقی‌مانده از ادوار گذشته می‌توانیم به نحوه و اشکال پوشاک سنتی ارمنیان پی ببریم.
در یادگارهای تاریخی مربوط به سده‌های ۶ و ۹ پیش از میلاد (نقاشی روی دیوارها و صخره‌ها، تندیس‌ها، الواح، مهرها، کلاه خود، سپر و غیره) پوشاک مربوط به قشرهای مختلف جامعه به تصویر کشیده شده است.
در سنگ‌نبشته‌های هخامنشیان، سنگ‌نوشته بیستون و تخت جمشید (سده‌های ۵ و ۶ پیش از میلاد)، ارمنیان با طرز پوشاک خود به تصویر کشیده شده‌اند. هرودوت زمانی که دربارهٔ سپاه ارمنی جزو سپاهیان هخامنشی صحبت می‌کند، پوشاک ارمنی را همانند پوشاک فریگیه تشبیه کرده است. مطابق نظر استرابون، ارمنیان و مادها از دستار، کلاه، شلوار و قبای آستین دار استفاده می‌کردند.
دربارهٔ نحوه لباس‌های دوران دودمان آرتاشسی از سکه‌های به جا مانده می‌توان اطلاعاتی بدست آورد. پوشاک این دوره ارمنیان تا حدی از شیوه‌های پارسی، رومی متأثر شده است.
منابع تاریخی غنی ارمنی و خارجی کنده کاری‌ها، مینیاتور و غیره دربارهٔ نحوه طرز پوشاک ارمنی در سده‌های میانه اطلاعات جامعی دربردارند. در زمان حکومت دودمان باگراتونی لباس‌های ارمنی تحت تأثیر پوشاک اعراب و بیزانسی قرار گرفت و در زمان جنگ‌های صلیبی در قلمرو کیلیکیه پوشاک ارمنیان از شیوه اروپائی تأثیرپذیر گردید.
در دوره آخر سده‌های میانه طرز پوشاک ترکان، تاتارها و کردها پوشاک ارمنی را تحت‌الشعاع قرار داد که تا اواخر سده نوزدهم و اوایل سده بیستم حفظ شده است. در برخی از نواحی ارمنستان شرقی مانند آرتساخ لباس‌های سنتی زنان ارمنی و لباس مردانه مرسوم به قفقازی تاکنون باقی مانده است.
ارمنیان جاواختی و آخالکالاکی که اصولاً از کارین مهاجرت کردند مدت‌های طولانی لباس سنتی خود را حفظ نموده‌اند.
هرگاه ارمنیان تأثیر پوشاک ارمنیان تأثیر پوشاک خارجیان را پذیرفته‌اند آنان ترکیبی از عناصر بیگانه با پوشاک سنتی خود ایجاد کرده‌اند؛ و در هر صورت عناصر اصلی پوشاک ملی خود را حفظ نموده‌اند، تا امروز نیز ارمنیان ساکن روستاهای شهرستان فریدن اصفهان و استان چهارمحال و بختیاری پوشاک سنتی خود را تن دارند.
از اواخر سده نوزدهم پوشاک سنتی ارمنی همچون بسیاری از ملل دیگر جای خود را به شیوه پوشاک اروپائی داده است.

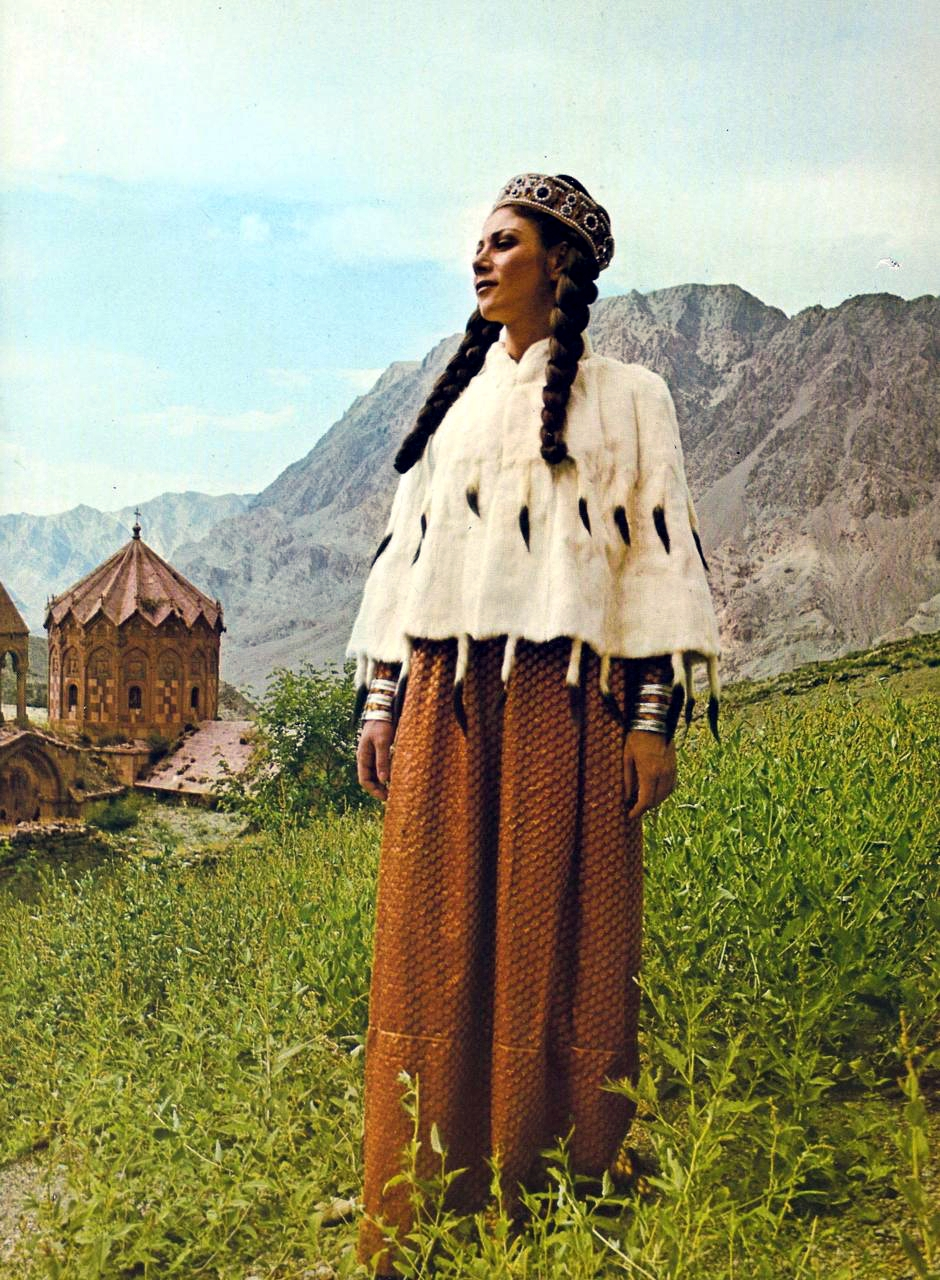
لباس سنتی زنان ارمنی در دوران پادشاهی باگراتونی، (دودمان باگراتونی)
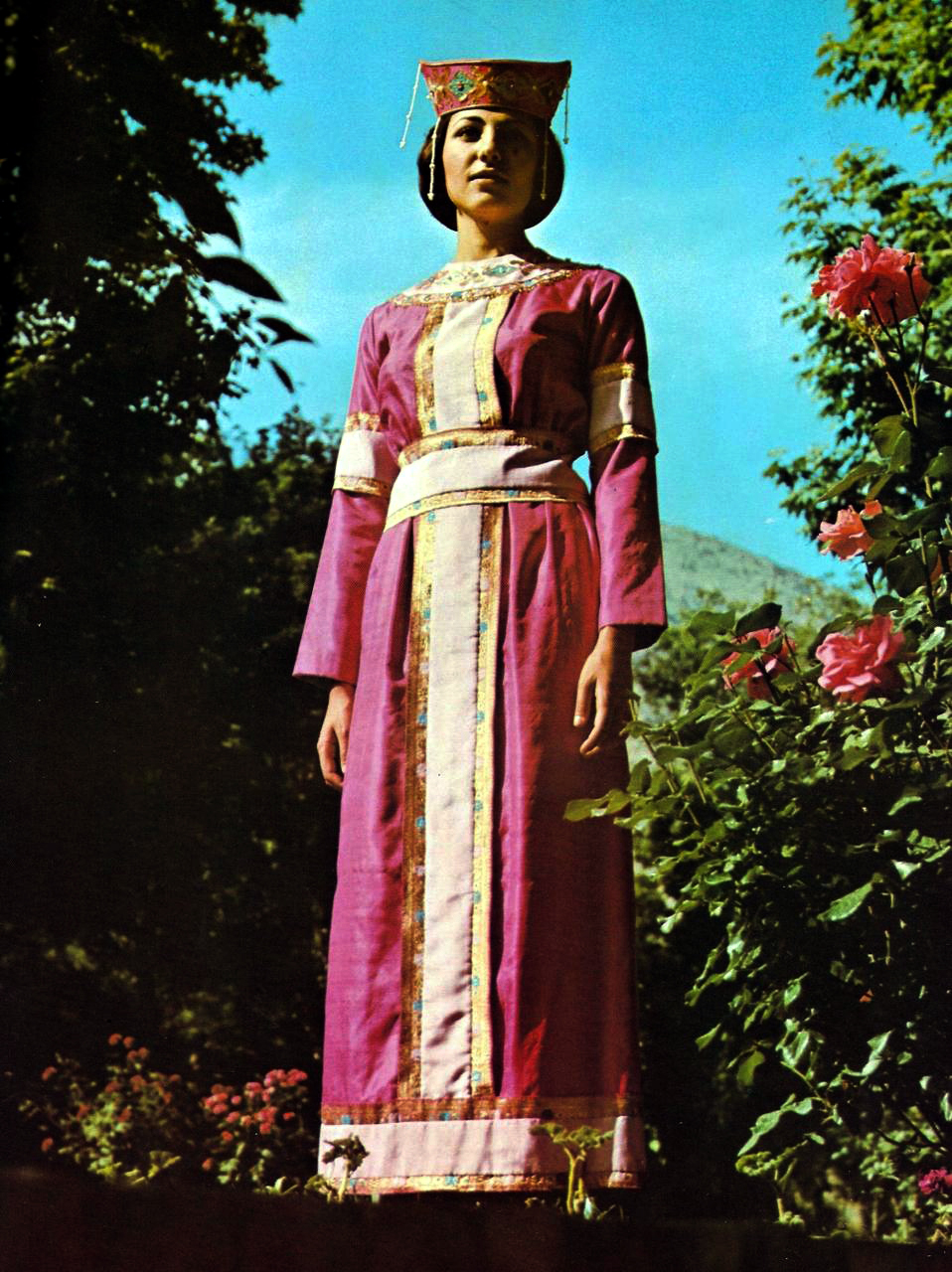
لباس عروس متعلق به دوران پادشاهی ارمنی کیلیکیه.
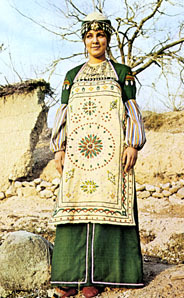
لباس زنان شهر خاربرت (الازیغ کنونی) در ارمنستان غربی.
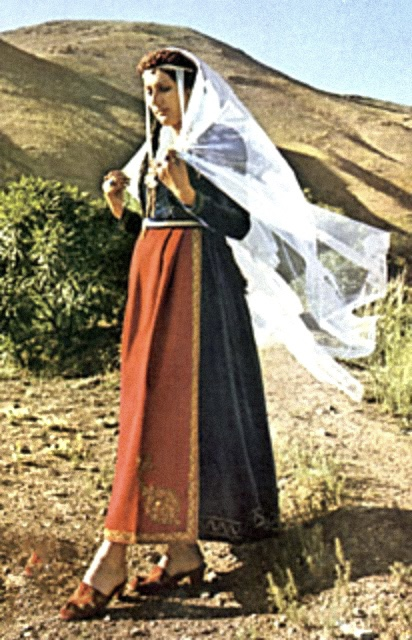
لباس زنان ارمنی شهر آخالتسیخه.
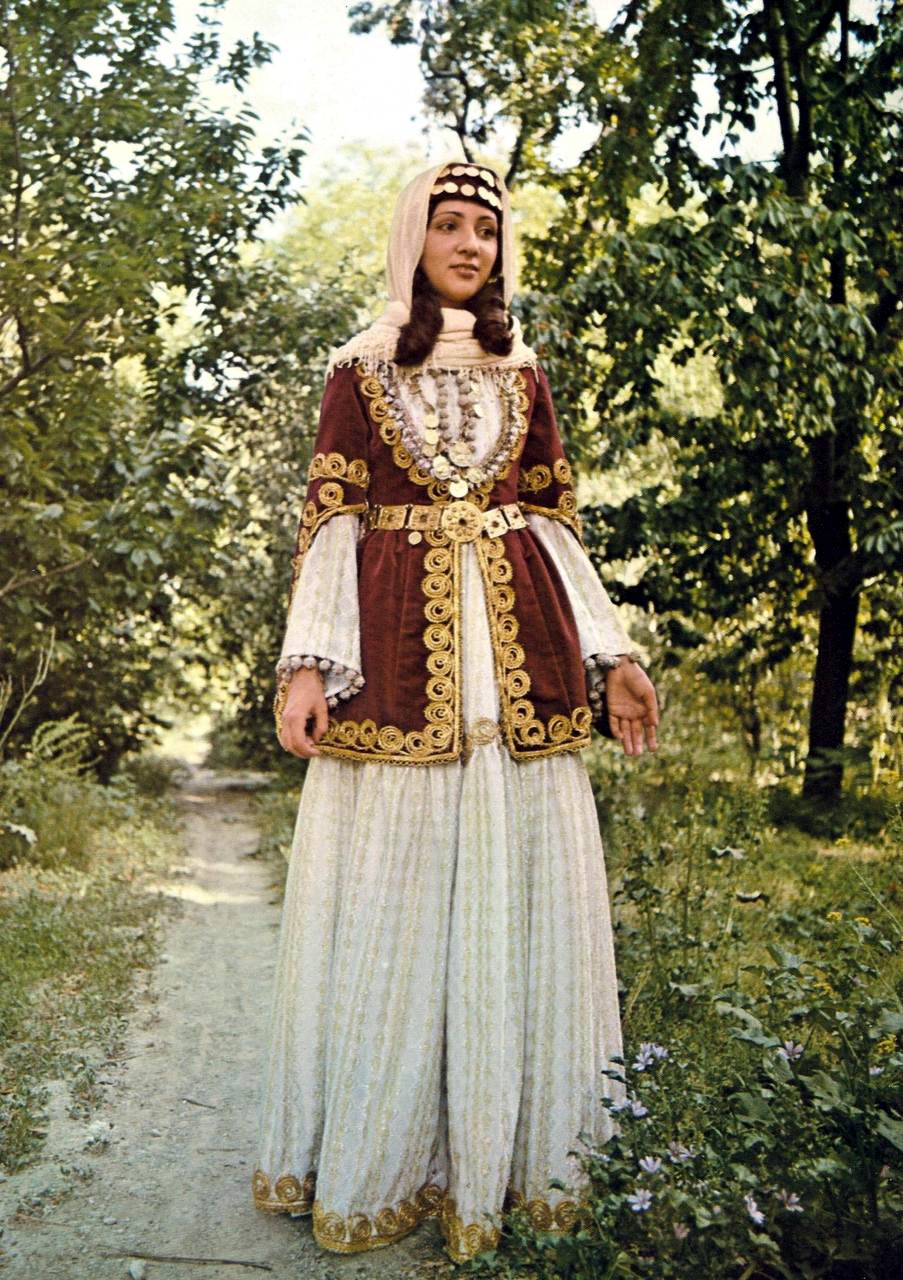
لباس عروس زنان ارمنی شهر شماخی.
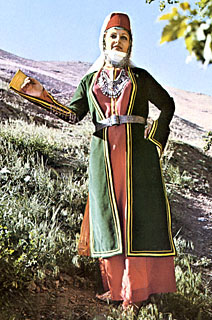
لباس زنان ارمنی استان سیونیک.
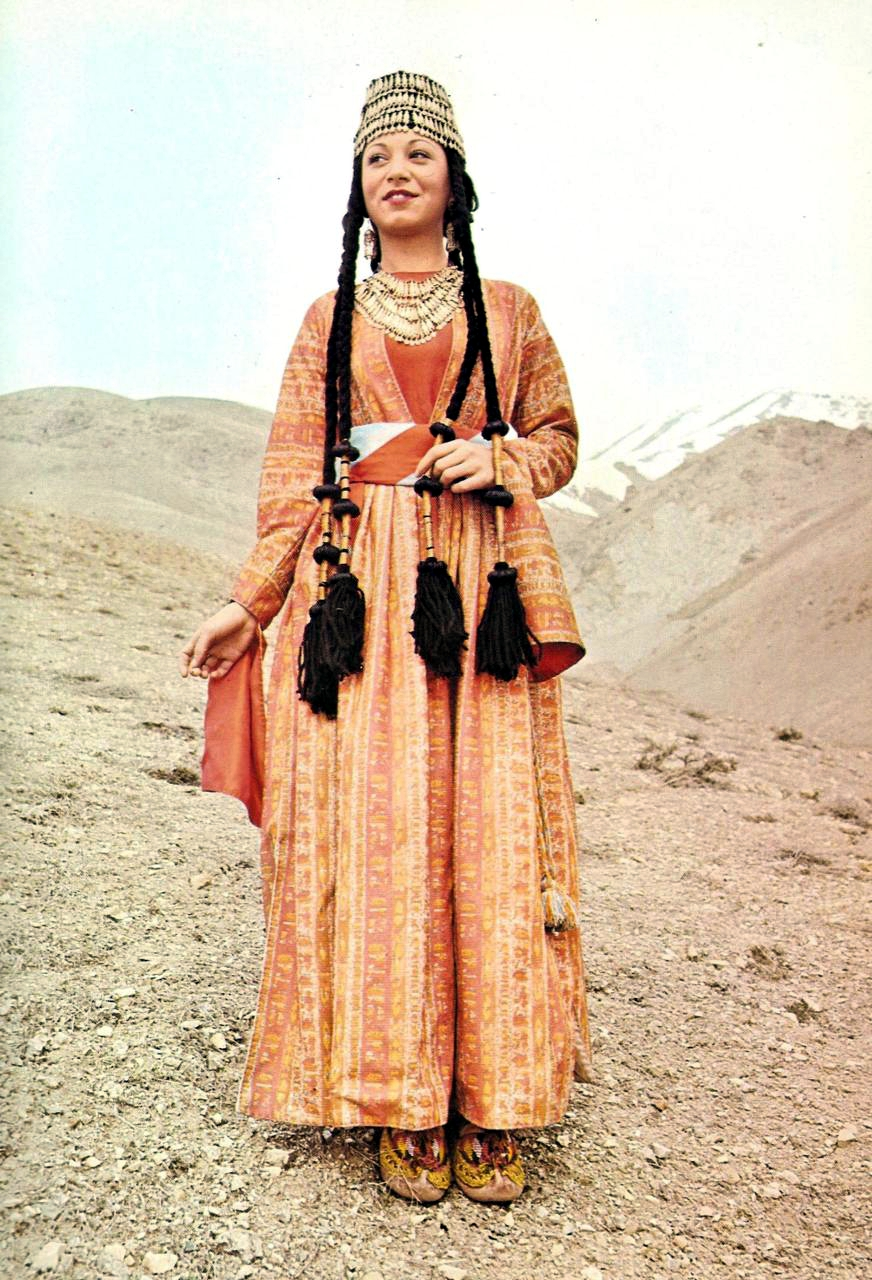
لباس زنان ارمنی شهر شاتاخ در ارمنستان غربی.
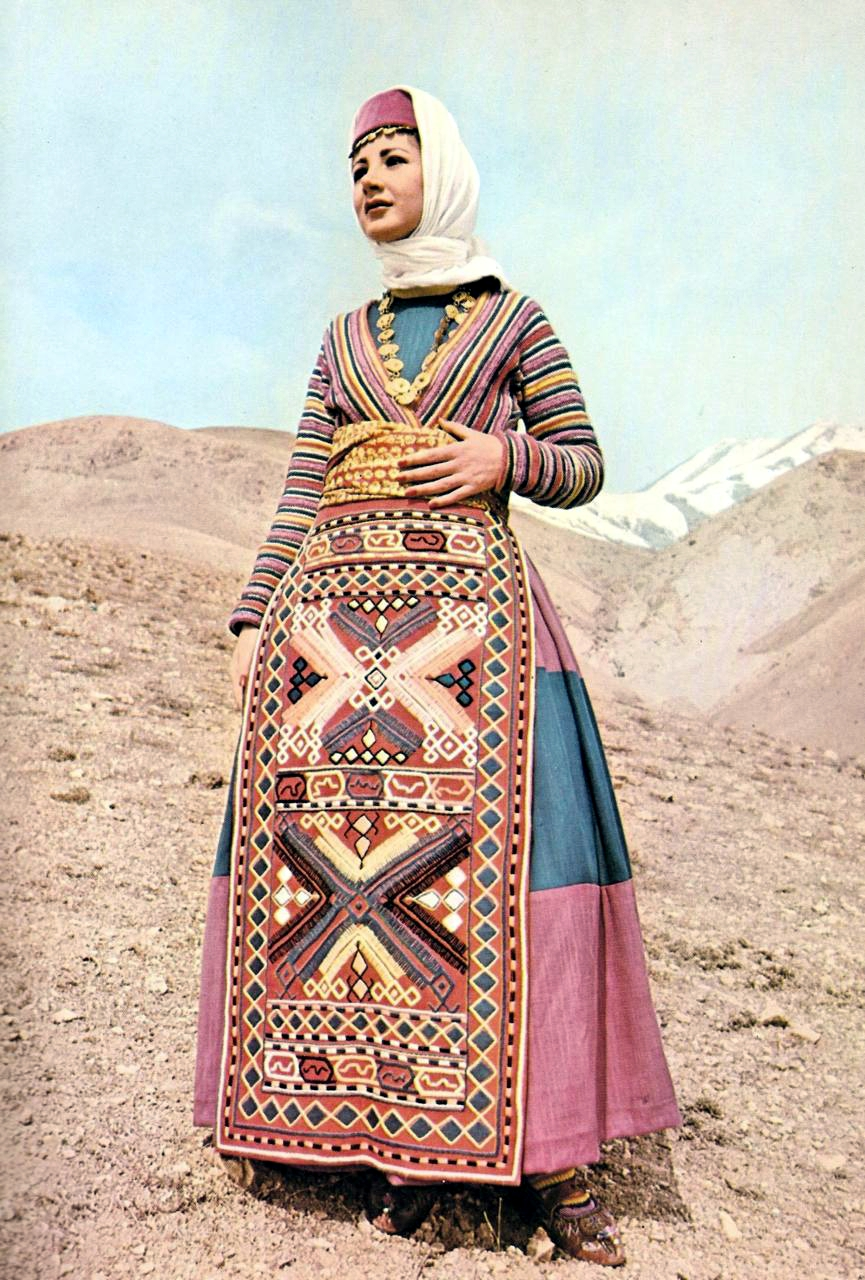
لباس زنان ارمنی شهر وُستان.

## پوشاک محلی ارمنی‌های ایران
- پوشاک ارمنیان فریدن

تنوع پوشاک زنان در سرپوش‌ها، تن‌پوش‌ها و زیورآلات و تزیینات وابسته به آنان به مراتب بیشتر از پوشاک مردان است. پوشاک زنان ارمنی منطقهٔ فریدن در تمام روستاها دارای یک شکل و الگوست. این لباس لباسی است که زنان ارمنی در زمان مهاجرت به ایران آن را به تن داشته و سال‌ها در حفظ و نگهداری آن تلاش کرده‌اند. در طول قرن‌های هفدهم تا بیستم میلادی فرهنگ بومی ارمنیان فریدن تأثیرات خواسته و ناخواستهٔ بسیاری را از فرهنگ و هنر ایرانی پذیرفته است.
دختران بین سنین کودکی تا اواخر نوجوانی از «چین شابیک» یا در اصطلاح پیراهن چین دار با رنگ‌های شاد و پیش بند استفاده می‌کردند. دختران هم به مانند زنان برای آرایش مو گیسوان خود را در یک یا دو رشته می‌بافتند و سپس، کلاه عرق چین سکه دوزی شده‌ای از جنس مخمل، چیت یا ابریشم بر سر می‌گذاشتند و بر روی عرق چین هم «لاچاک» (لاچاک روسری بزرگی به ابعاد ۱/۵ متر و به صورت چهارگوش بود که دختران از چیت گدار و زنان از جنس کُدَری به رنگ زرشکی با دنباله‌های بلند به سر می‌کردند) می‌انداختند. از دیگر زیورآلات آنان دستبندهایی از سکه و گلوبندهایی با مهره‌های رنگین بود. دختران فریدنی دهان خود را با «باشماخ» (باشماخ دستمالی سفید از جنس ململ بود که زنان بعد از ازدواج به صورت سه گوش بر روی چانه و دهان خود می‌بستند و آن را با بندهایی در پشت گردن محکم می‌کردند) نمی‌بستند.
دختران فریدن هنگام عروسی پس از پوشیدن لباس محلی زنانه که شامل «شابیک» ،(پیراهن را در اصطلاح محلی شابیک می‌گفتند. شابیک تن‌پوشی بود تا مچ پا، یقه گرد و دارای چاک کوچکی در قسمت جلو که معمولاً با بندینک باز و بسته می‌شد) «مینتان» (مینتان تن‌پوشی آستردار، جلوباز و یقه هفت بود که با یک دکمه (سکه) در قسمت شکم بسته می‌شد. مینتان دارای دو جیب در پهلوها، آستینی بلند و چاک بلندی تا آرنج بود که در صورت نیاز با دکمه و بندینک بسته می‌شد) و «گُگنوتس» (این تن‌پوش پیش بندی از جنس متقال به رنگ‌های قرمز عنابی و زرشکی بود که آن را بر روی مینتان می‌بستند). بود شروع به تزیین سر می‌کردند و گاه همراه با تزیینات برسر عروس «گلخی کُقر» (تور سر عروس را در اصطلاح محلی گلخی کُقر می‌گویند. گلخی کُقر پارچهٔ ترمهٔ چهار گوشی دارای ریش‌های تزیینی در چهار طرف بود که آن را هنگام عروسی به صورت سه گوش بر سر عروس می‌انداختند). دختران تنها به هنگام ازدواج مجاز به استفاده از تزیینات مخصوص زنان و عروسان بودند.
- پوشاک مردان فریدن شامل: «شابیک»، «داباد» (شلوار را در اصطلاح محلی تنبان یا داباد می‌گویند)، «کابا» (قبا را در اصطلاح محلی کابا می‌گویند)، «ارخالوق» (مردان روستایی بر روی پیراهن یا قبا ارخالوق می‌پوشیدند. ارخالوق تن‌پوشی بود جلوباز آستردار، دارای قدی نسبتاً کوتاه، دوچاک و دو جیب در دو طرف و آستین بلند)، «شال» (در روستاها برای بستن دور کمر از شال‌های پشمی ساده استفاده می‌کردند)، «گودیک» (کمربند چرمی را در اصطلاح محلی گودیک می‌گویند)، «کلاهنمدی»(کلاه نمدی را در اصطلاح محلی ناماد «گلخارک» می‌گویند).

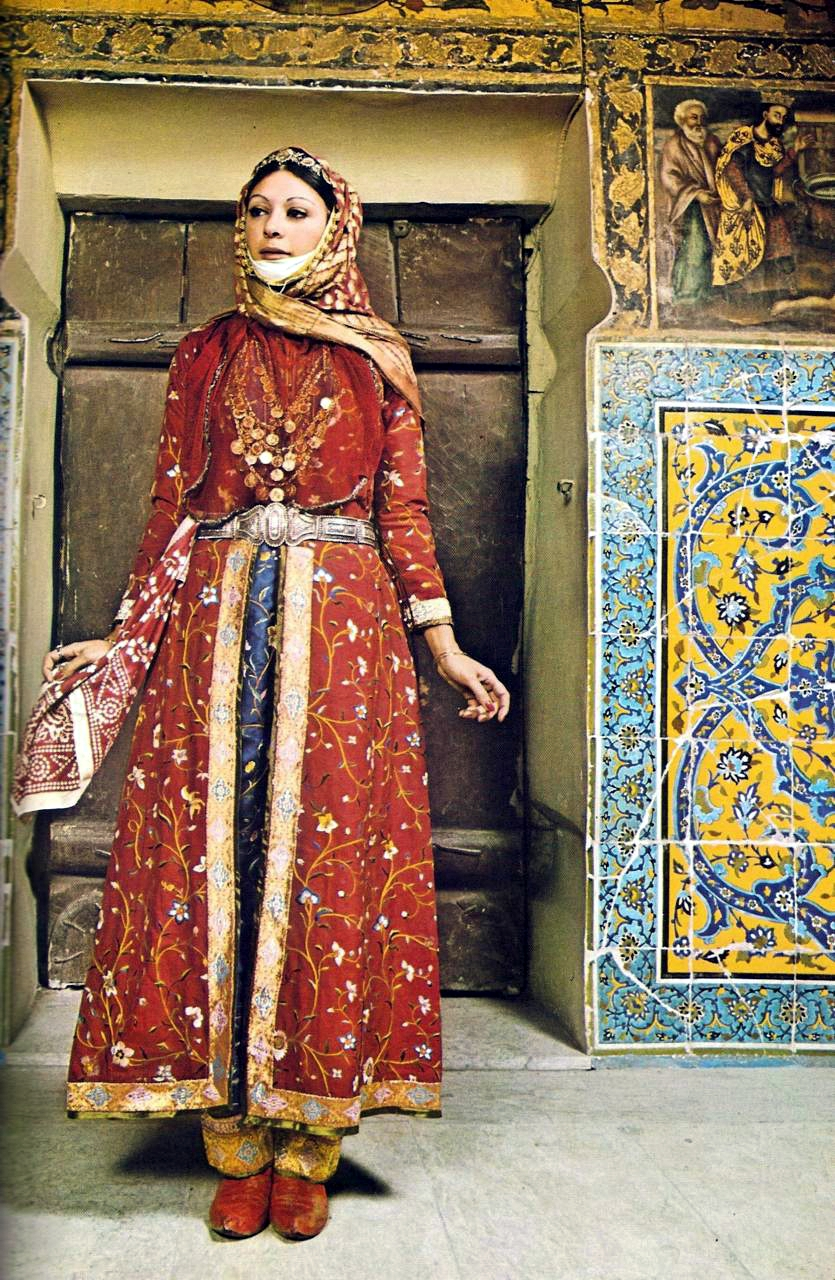
پوشاک محلی زنان ارمنی در جلفای نو
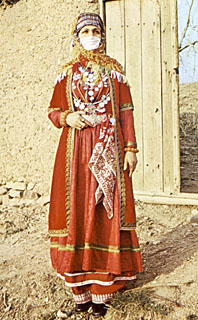
پوشاک محلی زنان ارمنی در چهار محال و بختیاری
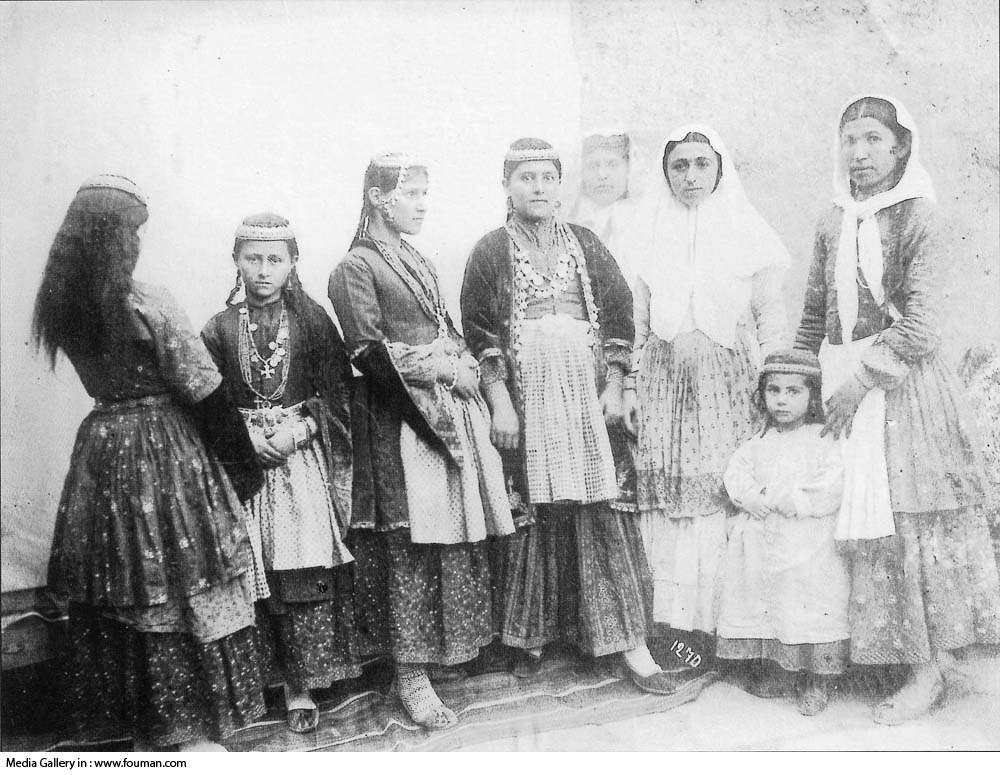
پوشش زنان ارمنی در دوران قاجاریان

- پوشاک ارمنیان چهار محال و بختیاری

ارمنیان چهار حال و بختیاری شیوهٔ لباس پوشیدن و البسه‌ای با نوع و جنس مخصوص به خود داشتند. این لباس‌ها به لحاظ وزن سنگین و گران‌بها بودند.
- تن‌پوش زنان چهار محال و بختیاری شامل: «مینتان» (این تن‌پوش یکی از مشخصه‌های زنان میانسال در چهار محال و بختیاری بود و تا اوایل قرن گذشته زنان از آن استفاده می‌کردند. مینتان لباسی بود جلو باز، آستر دار و یقه هفت. بلندی آن تا نزدیک مچ پا می‌رسید و دارای چاک‌های بلند در دو طرف پهلو و آستین‌های تنگ بود)، «شرجازگٍست یا چین دار» (چین دار تن‌پوشی بود که معمولاً زنان و دختران جوان آن را می‌پوشیدند. این تن‌پوش دارای آستین‌هایی تنگ بود که در قسمت مچ با دو سه دکمه بسته می‌شد. بالا تنهٔ این تن‌پوش تنگ و چسبان و در قسمت جلو دارای سجافی بلند از زیرگردن تا نزدیک کمر بود. این درز با دکمه‌ها یا سگک‌های ظریف بسته می‌شد)، «شابیک» (شابیک تن‌پوشی بود ساده که آن را در زیر چین دار می‌پوشیدند. زنان و دختران جوان از شابیک‌های کوتاه استفاده می‌کردند که قد آن تا روی باسن بود و زنان مسن اغلب شابیک‌های بلند می‌پوشیدند که تا مچ پا بود)، «اوبگا» (اوبگا حکم زیرپوش یا زیر دامنی را داشت که آن را زیر شابیک می‌پوشیدند)، «گوگنوتس» (پیش بند یا به اصطلاح گوگونوتس را زنان روی چین دار می‌بستند)، «کولاجا» (کولاجا بالاپوشی بود آستردار، بلندی ای تا زیر زانو و آستین‌های کوتاه تا آرنج)، «تونبان» (تونبان را ازکتان سفید می‌دوختند. قسمت بالایی آن از قنایز و قسمت پایین آن از جنس کتان معمولی دوخته می‌شد)، «آرخالوق» (آرخالوق نیم تنه یا کتی بلند بود که آن را بر روی شابیک می‌پوشیدند)، «تاگالا» (این تن‌پوش شبیه آرخالوق و بلندی آن تا مچ پا بود و در قسمت جلو با دکمه یا سگک محکم می‌شد).
- پوشش سر زنان چهار محال و بختیاری شامل: «شوشداک» (شوشداک شبیه پوشش سر روحانیان ارمنی بود)، «دکالاچیک» (دکالاچیک سرپوشی از جنس کتان، به رنگ سفید و سه گوش بود که آن را بر روی شوشداک می‌بستند)، «بالیش یا بارتس گود» (این سربند شامل بالش کوچکی بود از جنس چلوار که داخل آن را از پنبه پر می‌کردند و آن را بر روی فرق سر قرار می‌دادند و با بندهایی در زیر چانه محکم می‌کردند)، «گود» (گود کلاهی بود به شکل استوانه)، «یاخشام یا یامشاق» (یاخشام دستمالی چهار گوش به رنگ سفید از جنس ململ بود که زنان چانه و دهان خود را با آن می‌بستند و با بندهایی آن را در پشت گردن محکم می‌کردند)، «دنچگال» (گاهی زنان برای تزیین دستمالی رنگین و گلدار بر روی پارچهٔ سفید یامشاق می‌بستند)، «گرلیک یا کرلیک» (این سرپوش از انواع پارچه‌ها به دلخواه تهیه می‌شد و آن را بر روی بالیش می‌بستند)، «لاچیک» (لاچیک روسری بزرگی به ابعاد ۱/۵متر بود که آن را بر روی دگالاچیک و گود می‌بستند و سپس از زیر چانه عبور می‌دادند و در بالای سر گره می‌زدند).
- زینت آلات زنان چهارمحال و بختیاری شامل: «گودی»(شال کمر یا گودی را زنان خانواده‌های کم درآمد بر روی مینتان می‌بستند)، «کامار»(کمربند یا در اصطلاح کامار کمربندی بود از جنس نقره که زنان طبقهٔ مرفه بر روی مینتان می‌بستند)، «وزنوتس»(گردن بند یا در اصلاح محلی وزنوتس)، «پونج او بِجاک»(این وسیلهٔ تزیینی شامل بندی از مهره‌های سنگی و نقره بود)، «یرس نُتس»(این زینت شامل بندی از گوی‌های ملیله کاری و مشبک کاری شدهٔ ریز و درشت از جنس نقره بود که با گیره‌هایی به بالیش وصل می‌شد)، «جدنُتس»(جدنتس گردن بندی بود شامل دو ردیف زنجیر با بیست سکهٔ دو ریالی. این گردن بند را معمولاً زنان میان سال استفاده می‌کردند).
- تن‌پوش مردان چهار محال و بختیاری شامل: «شابیک»(برای تهیهٔ پیراهن یا در اصطلاح محلی شابیک از رنگ‌های روشن استفاده می‌شد)، «تنبان یا وُدنشور»(شلوار را در اصطلاح محلی تنبان یا وُدنشور می‌گفتند)، «آرخالوق»(آرخالوق نیم تنه‌ای بود تابستانی، کوتاه، جلوباز و سبک با آستین‌هایی کوتاه، دو جیب گشاد در دو طرف و یک جیب در بغل داشت)، «کابا»(قبا یا در اصطلاح محلی کابا را بر روی آرخالوق می‌پوشیدند)، «گودیک»(شال کمربند یا در اصطلاح محلی گودیک دارای طولی حدود دو سه متر و عرضی حدود یک متر بود)، «کولاجا»(کولاجا نوعی پالتو از جنس پشم یا ماهوت بود که آن را روی کابا می‌پوشیدند)، «سَرداری»(سرداری لباسی پشمی و کمر چین بود که آن را بر روی لباس‌های دیگر می‌پوشیدند و در فصل زمستان از آن استفاده می‌شد)، «عبا»(عبا تن‌پوشی بود بلند، آستین سر خود و جلو باز که آن را بر روی کولاجا می‌پوشیدند)، «چوخا»(چوخا نام بالا پوشی است جلو باز از جنس نخ و پشم که معمولاً کلانترها، کدخداها، ریش سفیدها و دیگر اعیان از آن استفاده می‌کردند)، «کاپاناگ»(این لباس بالا پوشی جلو باز و بدون آستین از جنس نمد بود که اغلب روستایی‌ها در فصل زمستان از آن برای گرم کردن خود استفاده می‌کردند)، «کوردی»(کوردی هم مانند کاپاناگ از نمد تهیه می‌شد و کاربردی شبیه آن داشت اما از کاپانگ تنگ‌تر بود)، «گداگ»(کلاه یا در اصطلاح محلی گداگ را به رنگ‌های مشکی یا شتری و از جنس نمد تهیه می‌کردند).

## نگارخانه

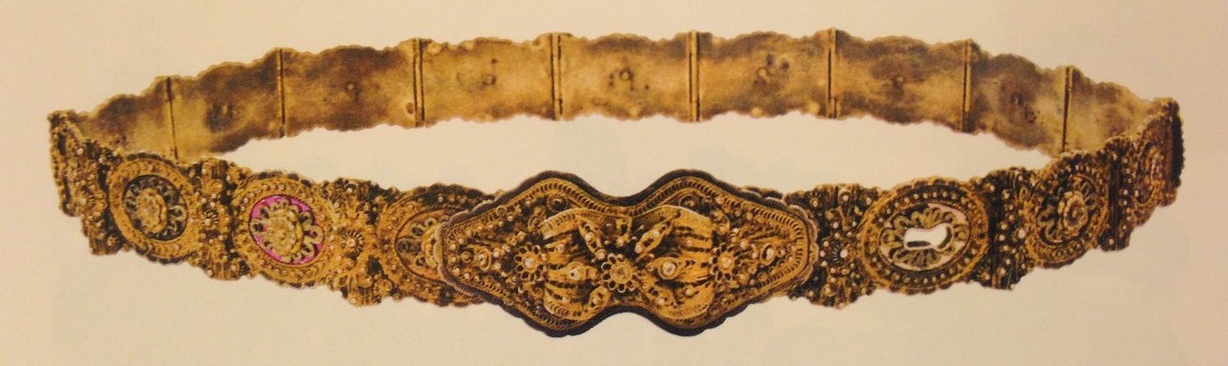
کمربند زنانه،از طلا و نقره اندود شده،متعلق به شهر وان،سده نوزده میلادی.
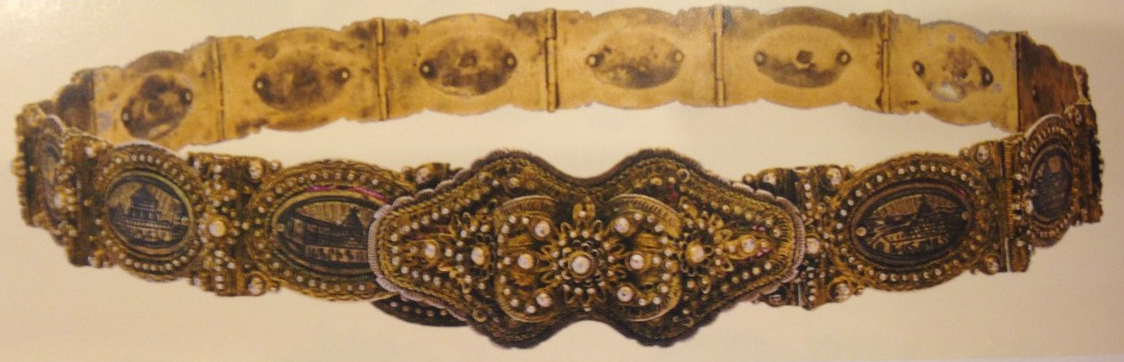
کمربند زنانه،سده نوزده میلادی.
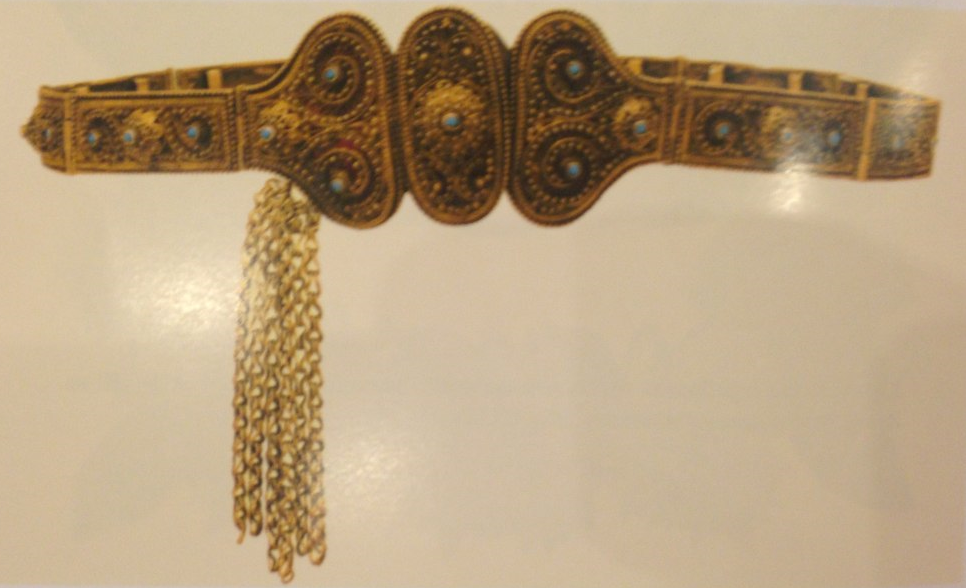
کمربند زنانه،از طلا و نقره اندود شده،متعلق به شهر ایروان،سده نوزده میلادی.
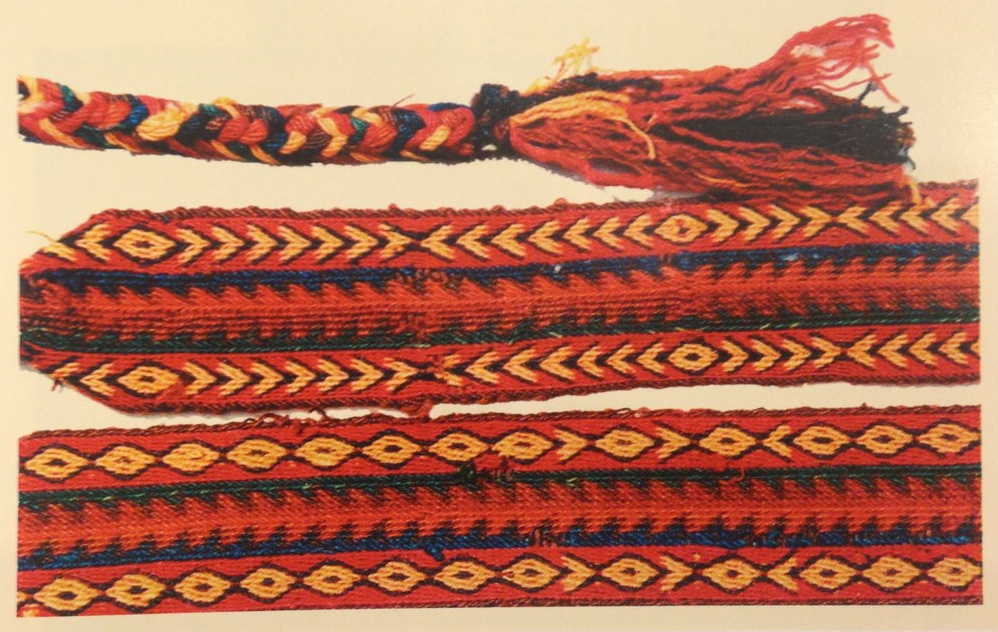
کمربند بافته شده،متعلق به شهر واسپوراکان،سده نوزده میلادی.
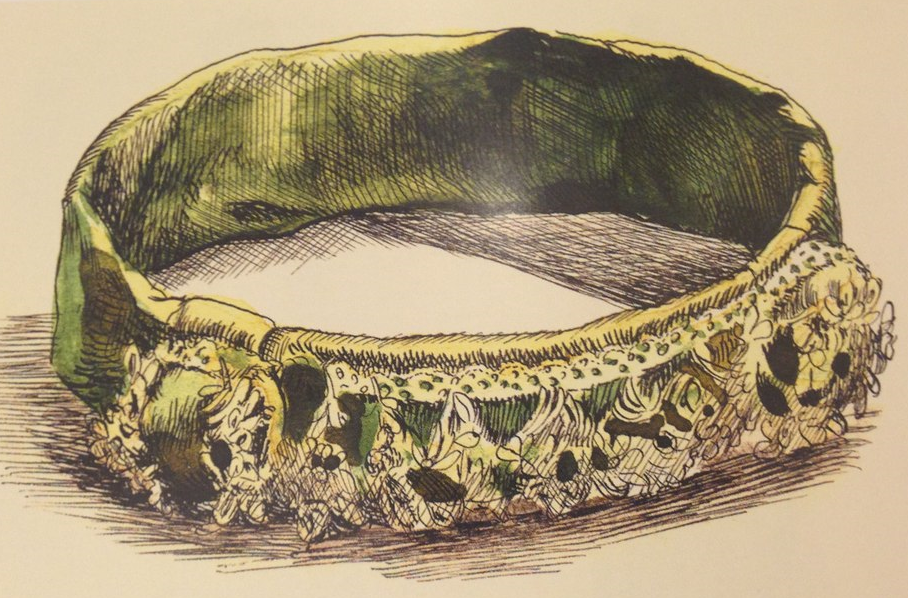
سر بند زنانه مخملی، گلدوزی شده،متعلق به شهر کارین،سده نوزده میلادی.
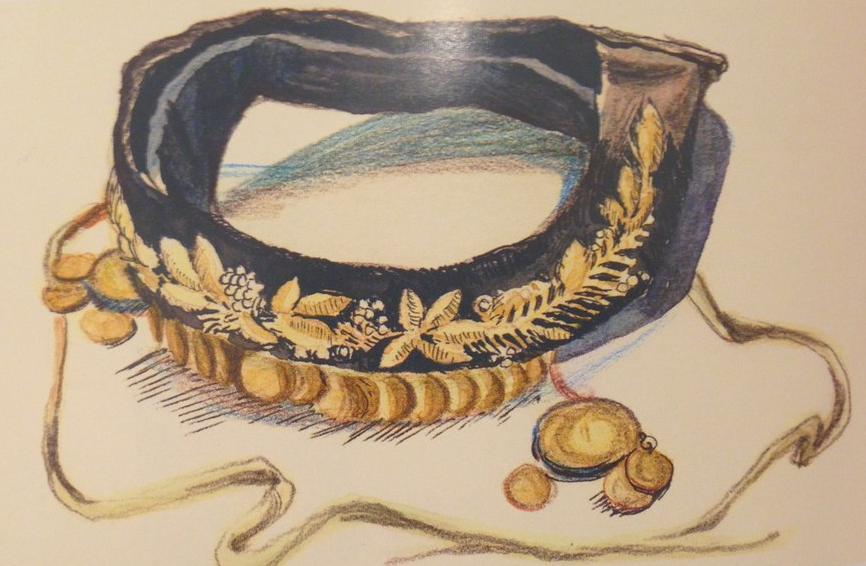
سر بند زنانه، گلدوزی شده با سکه‌های طلا،متعلق به ارمنستان علیا،سده نوزده میلادی.
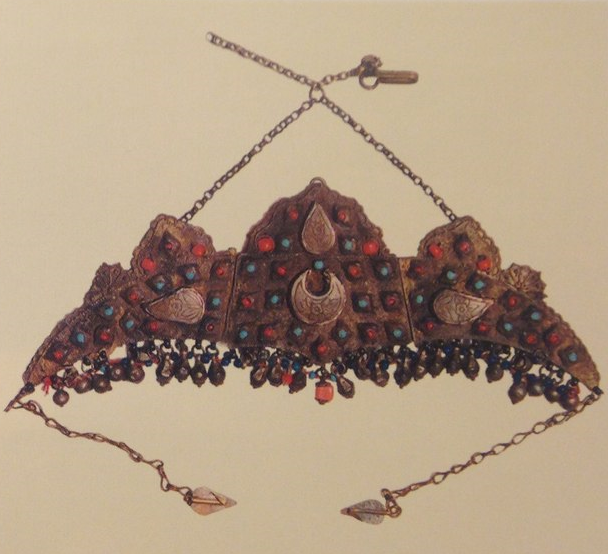
سر بند زنانه،متعلق به شهر واسپوراکان،سده نوزده میلادی.
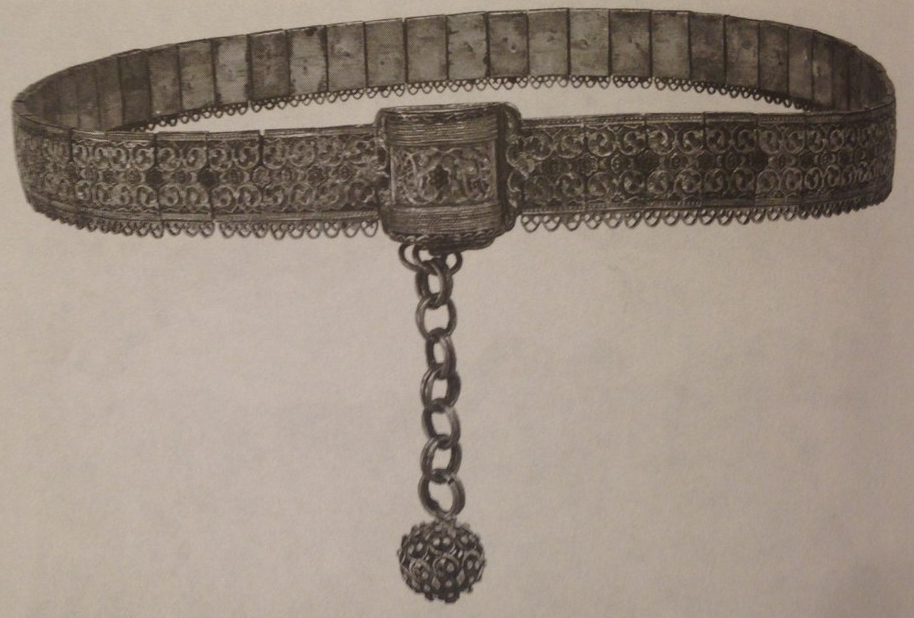
کمربند زنانه،از طلا و نقره اندود شده، متعلق به ارمنیان جاواختی و آخالکالاکی،۱۹۲۰ میلادی.
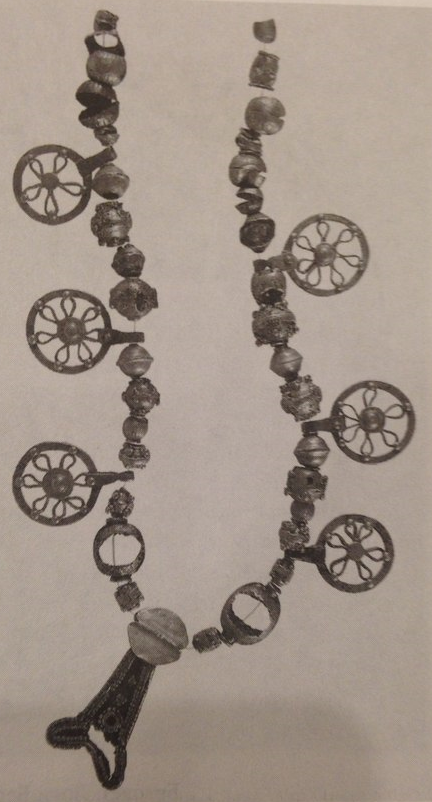
گردن بند،متعلق به استان لوری،سده دوازده میلادی.
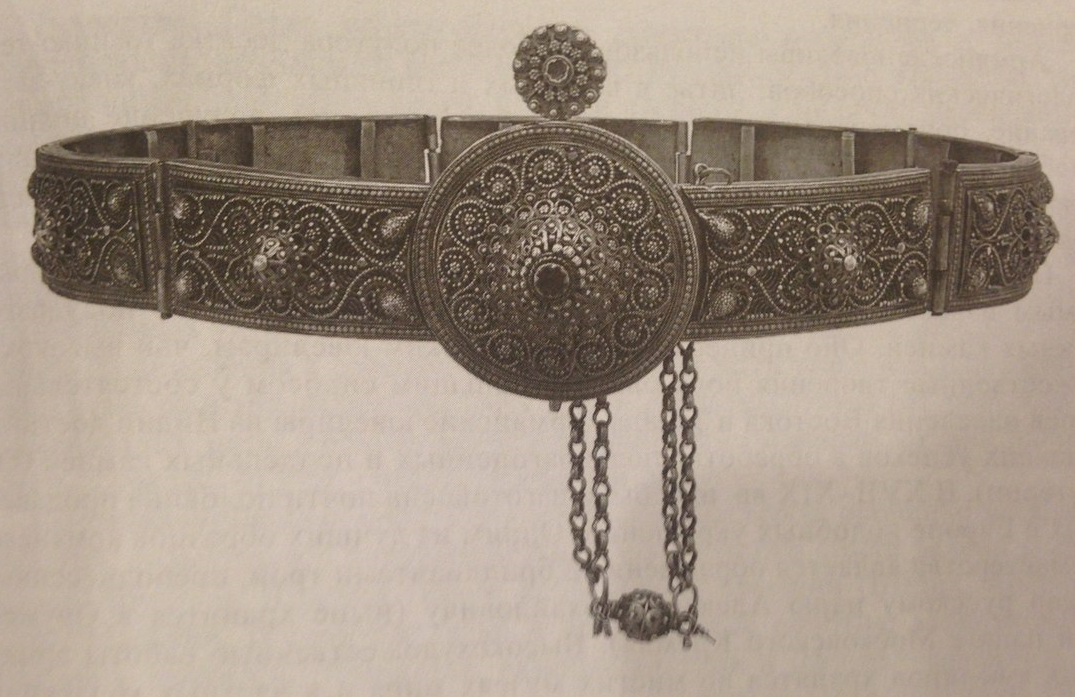
کمربند زنانه،از نقره،متعلق به ارمنی‌های نخجوان،۱۸۶۰ میلادی.
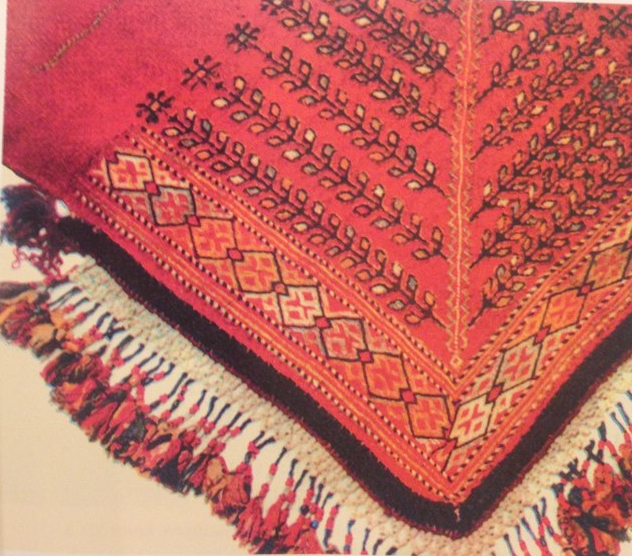
شال گردن زنانه،متعلق به منطقه واسپوراکان،سده نوزده میلادی.
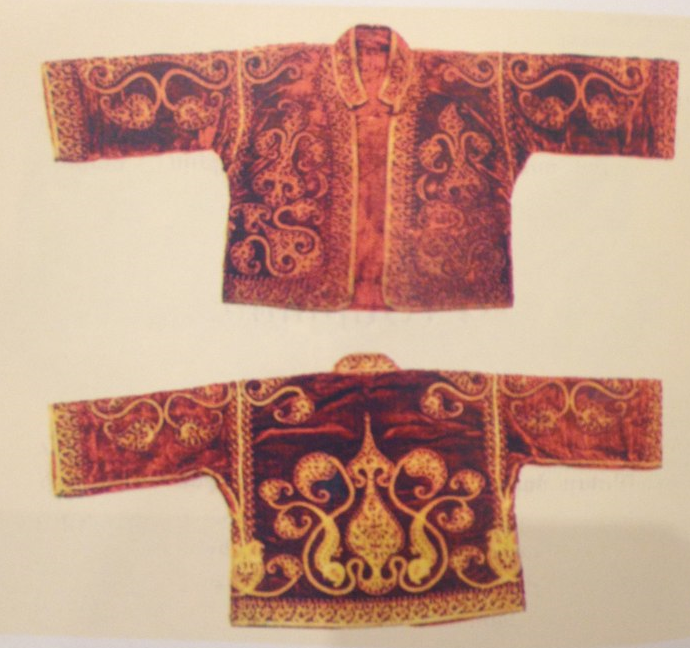
ژاکت زنانه،متعلق به شهر سباستیا،سده نوزده میلادی.
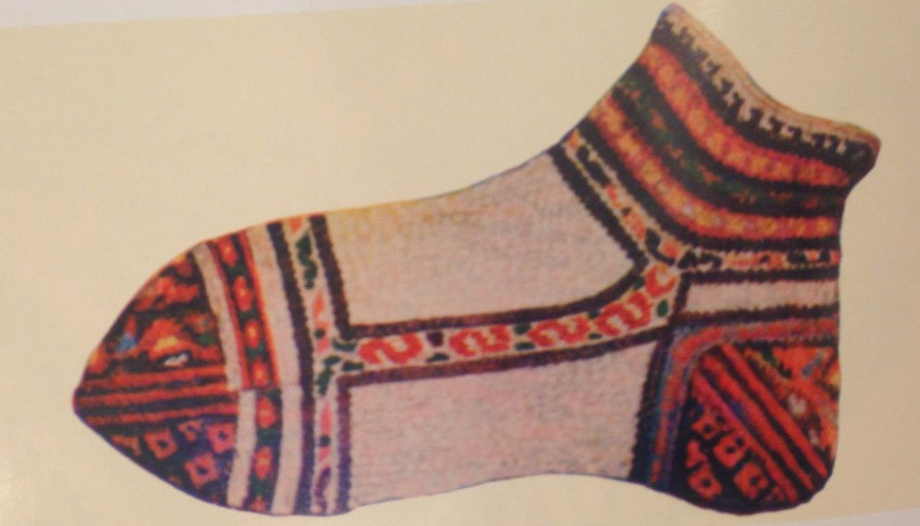
جوراب زنانه،متعلق به منطقه آرتساخ،سده نوزده میلادی.
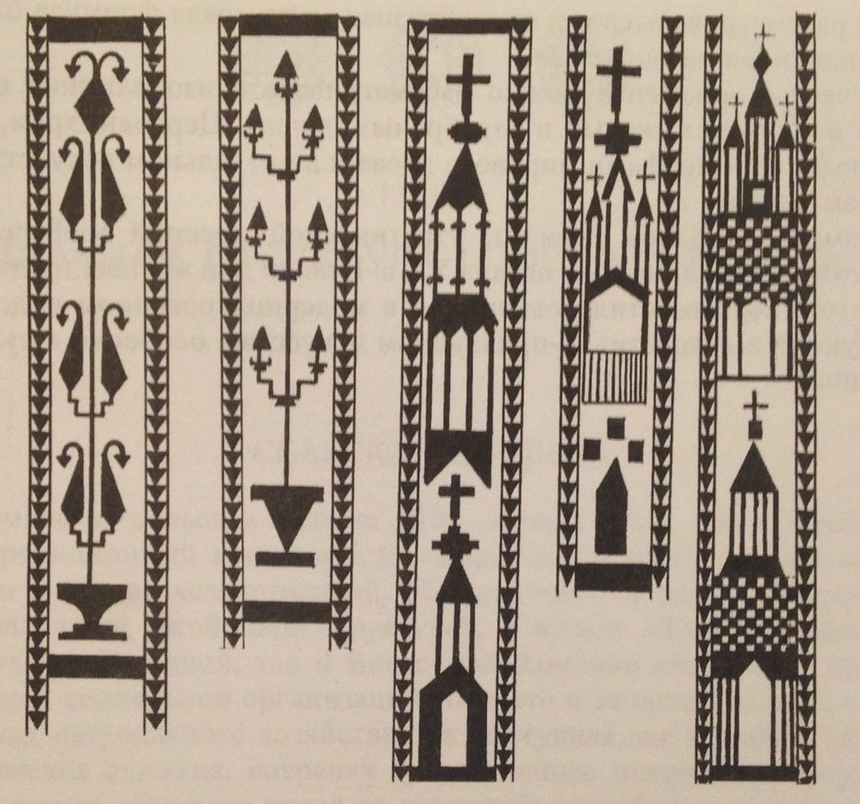
کمربند بافته شده زنانه.تصاویری از کلیساها،متعلق به ارمنستان علیا،سده نوزده میلادی.
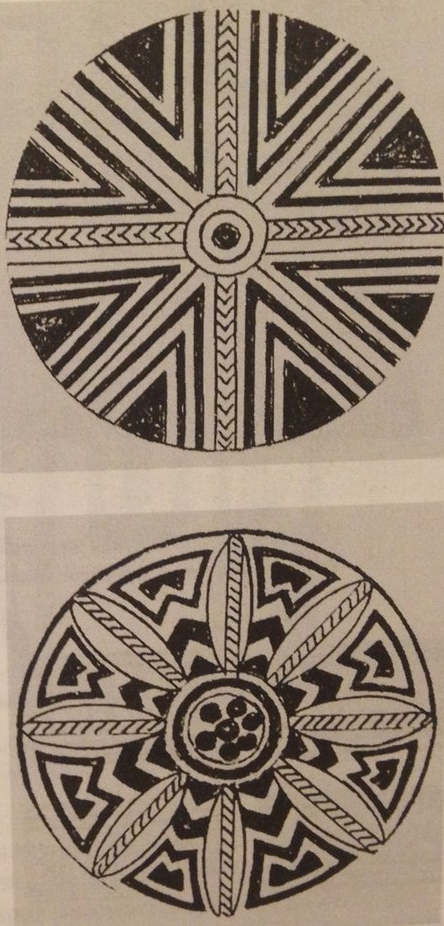
طرح‌های خواص برای کلاه مردانه،متعلق به شهر واسپوراکان،سده نوزده میلادی.
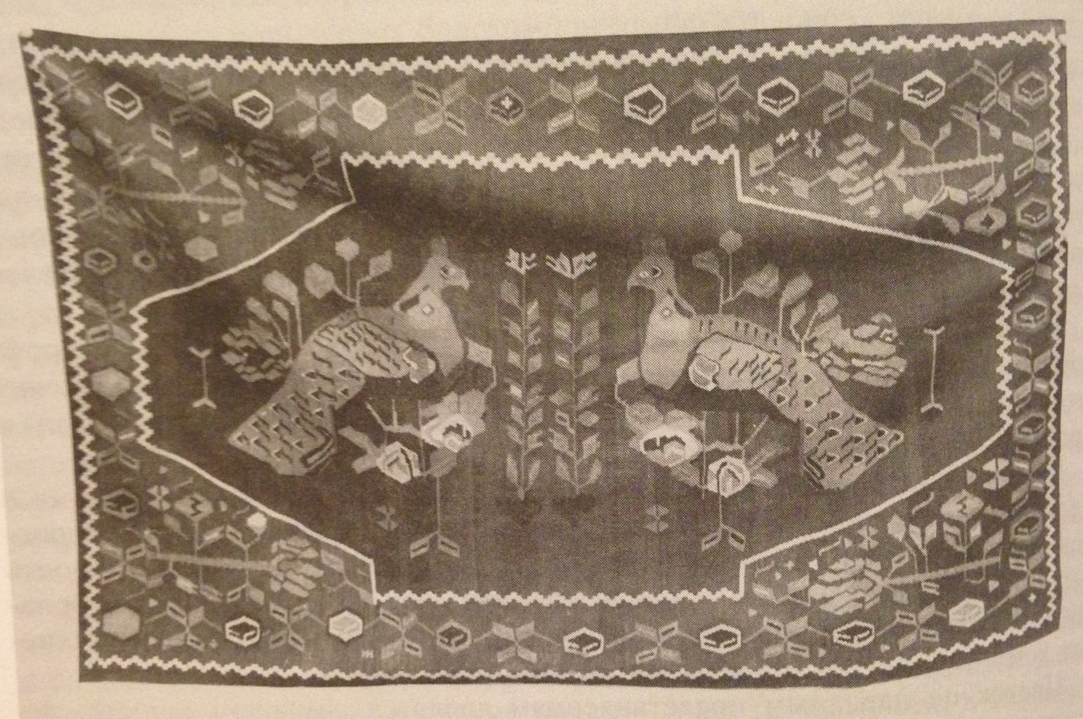
فرش با زیور آلات،متعلق به استان لوری،۱۹۷۲ میلادی.
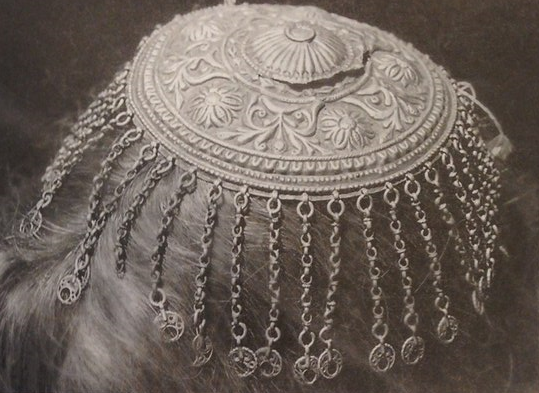
نوعی سرپوش زنانه از نقره.
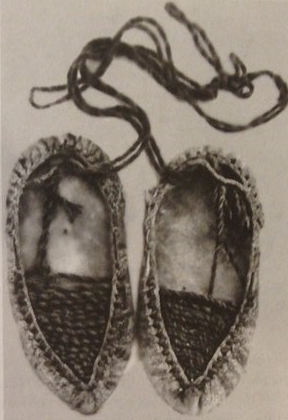
نوعی از کفشهای زنانه متعلق به استان لوری،۱۹۷۴ میلادی.
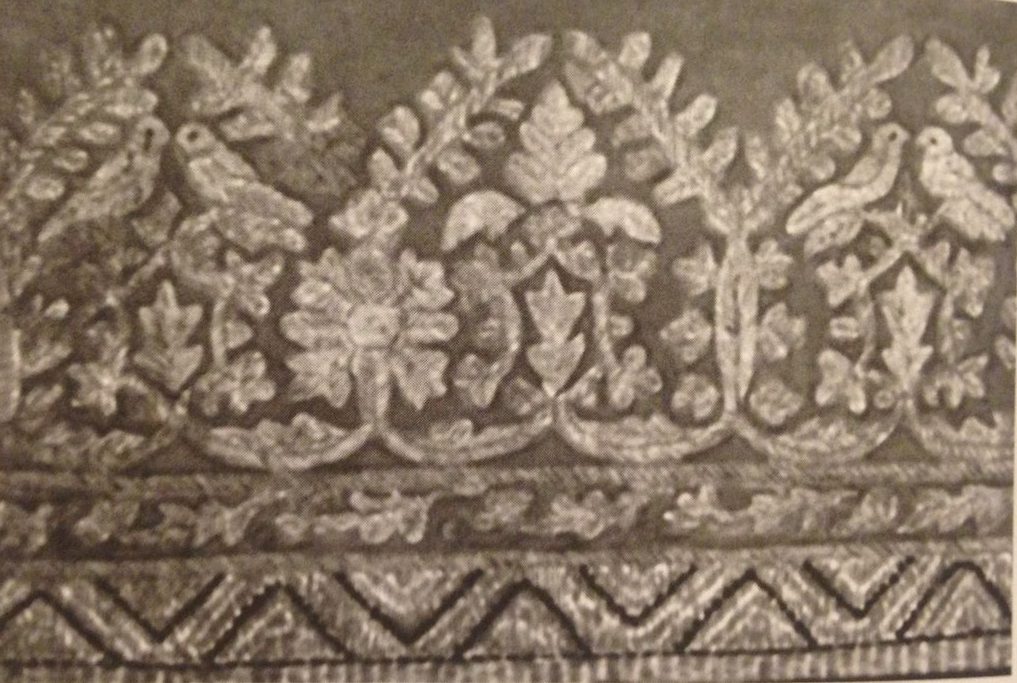
گلدوزی‌های زینتی لباس عروس،ارمنستان شرقی، سده نوزدهم.
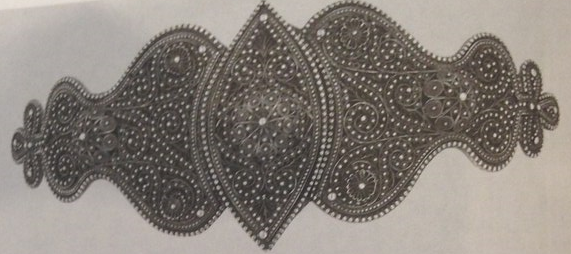
سگک کمربند زنان،از نقره،متعلق به شهر شوشی.
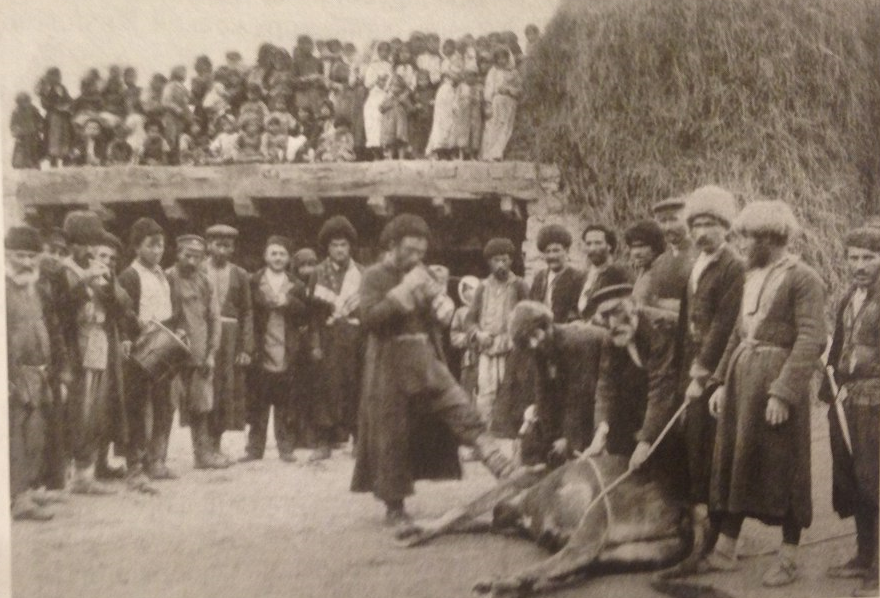
مراسم عروسی سنتی،متعلق به استان لوری،اوایل سده بیست میلادی.
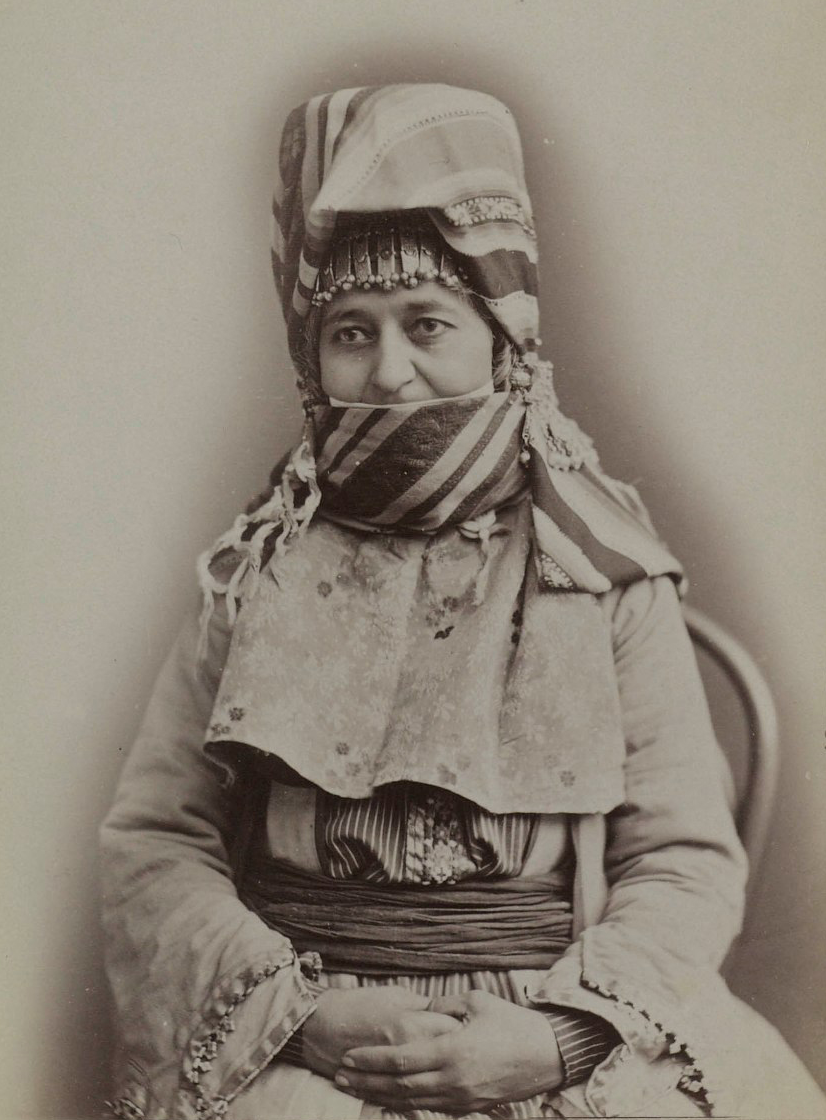
لباس زن ارمنی در ایران.
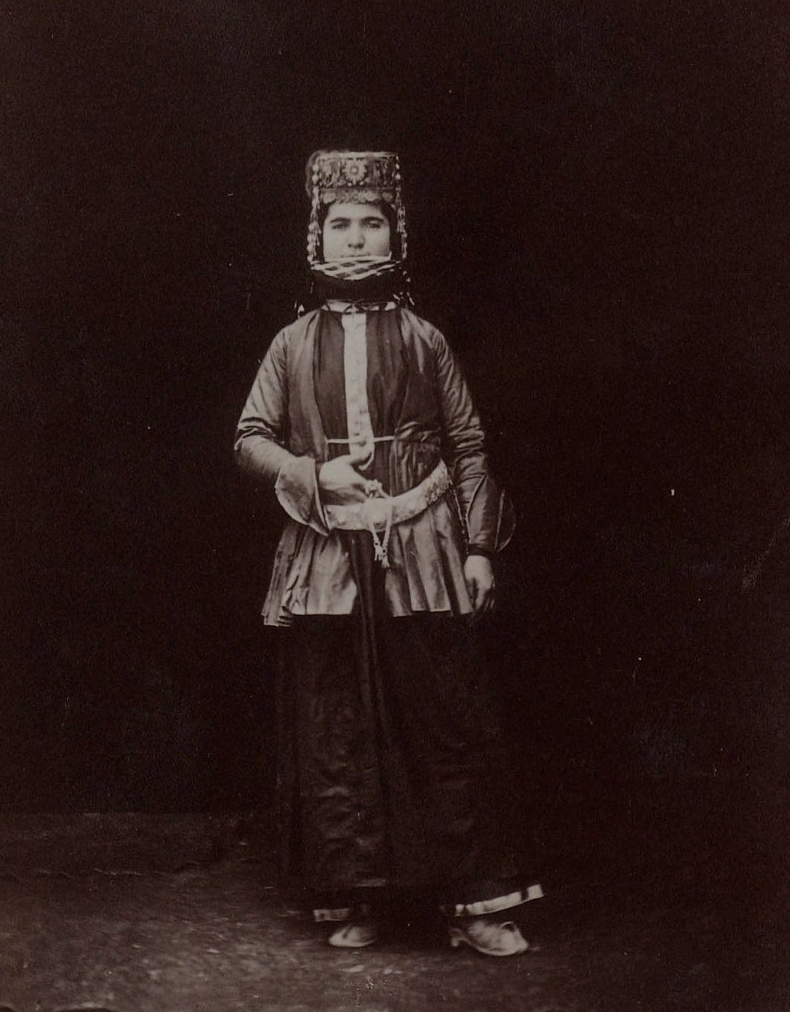
لباس زن ارمنی در شهر شوشی.
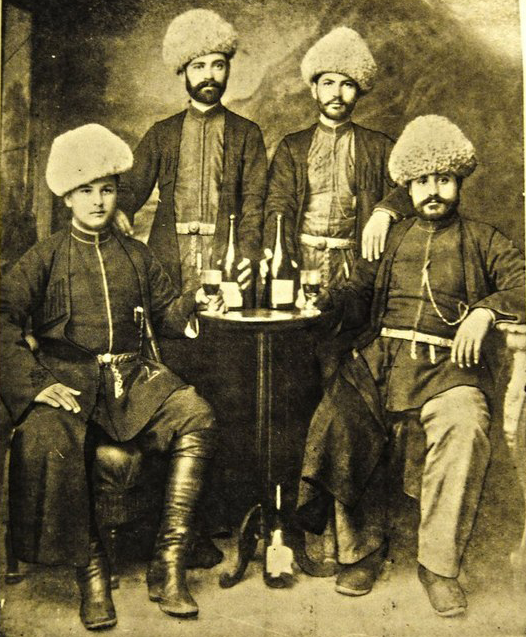
مردان ارمنی از طبقه متوسط در قفقاز جنوبی.
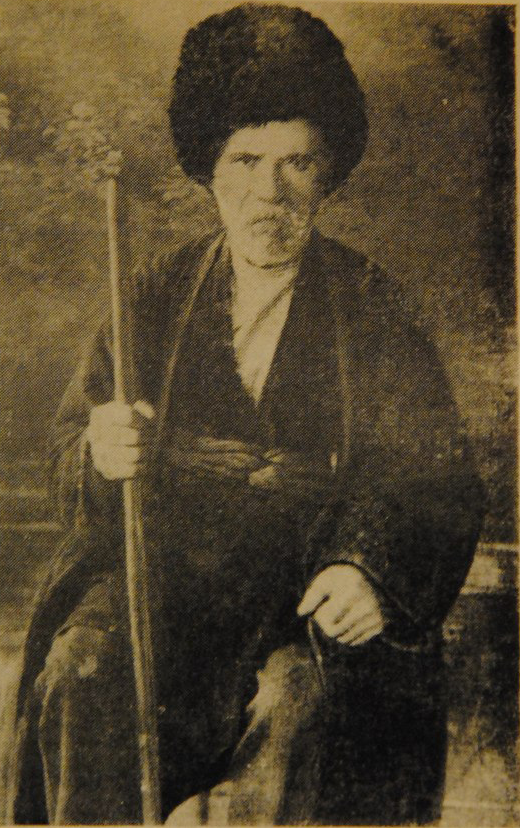
کت و شلوار مردانه،متعلق به منطقه زانگزور
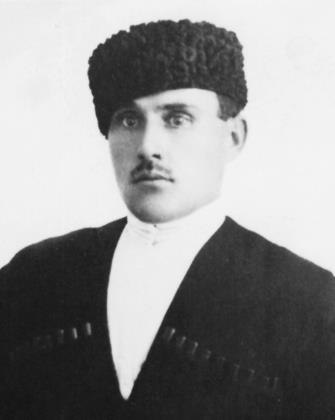
لباس مردان ارمنی در آرتساخ شهر شوشی.
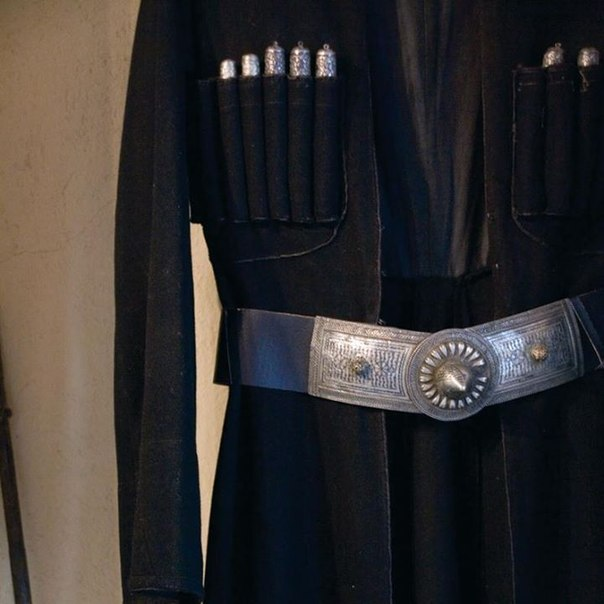
نمونه لباس مردانه قفقاز جنوبی.
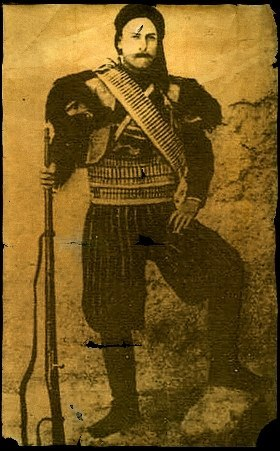
لباس یک فدایی ارمنی.